# Guidoriccio da Fogliano
Guidoriccio da Fogliano (Reggio Emilia, 24 settembre 1290 – Siena, 16 giugno 1352) è stato un militare italiano, signore di Reggio Emilia.
Fu vicario imperiale di Reggio Emilia, podestà di Padova e Verona e capitano dell'esercito della Repubblica di Siena. È passato alla storia per la sua raffigurazione nel famoso affresco di Simone Martini sito nel Palazzo pubblico di Siena che lo rappresenta all'assedio di Montemassi.

## Biografia
Figlio di Niccolò, della nobile famiglia guelfa reggiana dei Da Fogliano, assunse presto incarichi politici e militari nella città nativa, dove la famiglia deteneva dal 1306 la signoria. Nel 1327 si mise al soldo di Siena, che mirava ad espandere il proprio controllo territoriale nella Maremma e nell'Amiata ai danni dei nemici pisani e della casata degli Aldobrandeschi. Nel luglio del 1328, alla guida delle truppe senesi (900 cavalieri e 6000 fanti) prese la cittadina di Montemassi, difesa da Castruccio Castracani, dopo averla cinta d'assedio per sette mesi. Nello stesso tempo conquistò Sassoforte.
Nell'agosto del 1331 conquistò, sempre per il Comune di Siena, Scansano, Arcidosso e poi Massa Marittima. Nel 1332 vinse a Giuncarico i Pisani, tutte conquiste che Siena ha inteso celebrare per mano di Simone Martini. Proprio l'incarico di rappresentare la battaglia di Arcidosso, il cui affresco è stato recuperato nel 1980, ha determinato un'interessante controversia di natura artistica e storiografica sull'attribuzione a Simone Martini del grande dipinto tradizionale che domina tuttora una parete del Palazzo Pubblico di Siena, oggi messa seriamente in discussione da esperti e cultori d'arte.
Nel 1333 tuttavia Guidoriccio fu cacciato da Siena con l'accusa infamante di non aver rispettato gli accordi (o piuttosto per timore del troppo potere che aveva conseguito). Si rifugiò così a Reggio Emilia, dove con il fratello Giberto scacciò Azzo Manfredi dalla città; ma, caduta Reggio nel 1335 nelle mani dei Gonzaga, i due fratelli dovettero riparare in Veneto, al servizio degli Scaligeri di Verona. Nel 1337 Guidoriccio divenne podestà di Padova. Combatté al soldo di Mastino I della Scala, ma venne fatto prigioniero, prima dai padovani e poi dai veneziani. Liberato, partecipò a numerose trattative di pace tra le diverse città e signorie del nord Italia (Verona, Bologna, Ferrara, Mantova).
Nel 1348 venne nominato podestà di Verona e nel 1351, ormai in età avanzata, fu richiamato da Siena; morì nella città toscana l'anno dopo e venne sepolto nella chiesa di San Domenico con solenni funerali a spese del Comune.